# 抄
抄（しょう）
- 尺貫法の単位の一つ。後述。
- 長い文章などの一部を書き出すこと。
- 古典などの難解な語句を抜き出し、注釈すること。

抄（しょう）は、尺貫法の体積の単位である。
勺の10分の1と定義される。したがって、1抄はメートル法換算で約1.8039ミリリットルとなる。中国では『孫子算経』、日本では『塵劫記』などの文献にみえる単位であるが、升と同音衝突のため日本では才という場合がある（ただし、才は同じく体積の単位で立法尺を表すため、薬種業等取り扱い単位量が比較的小さい業態のいくつかのみ抄を才と呼び代えていた）。抄以下の単位には、撮、圭、粟などの単位がある。